# Vurtemberga

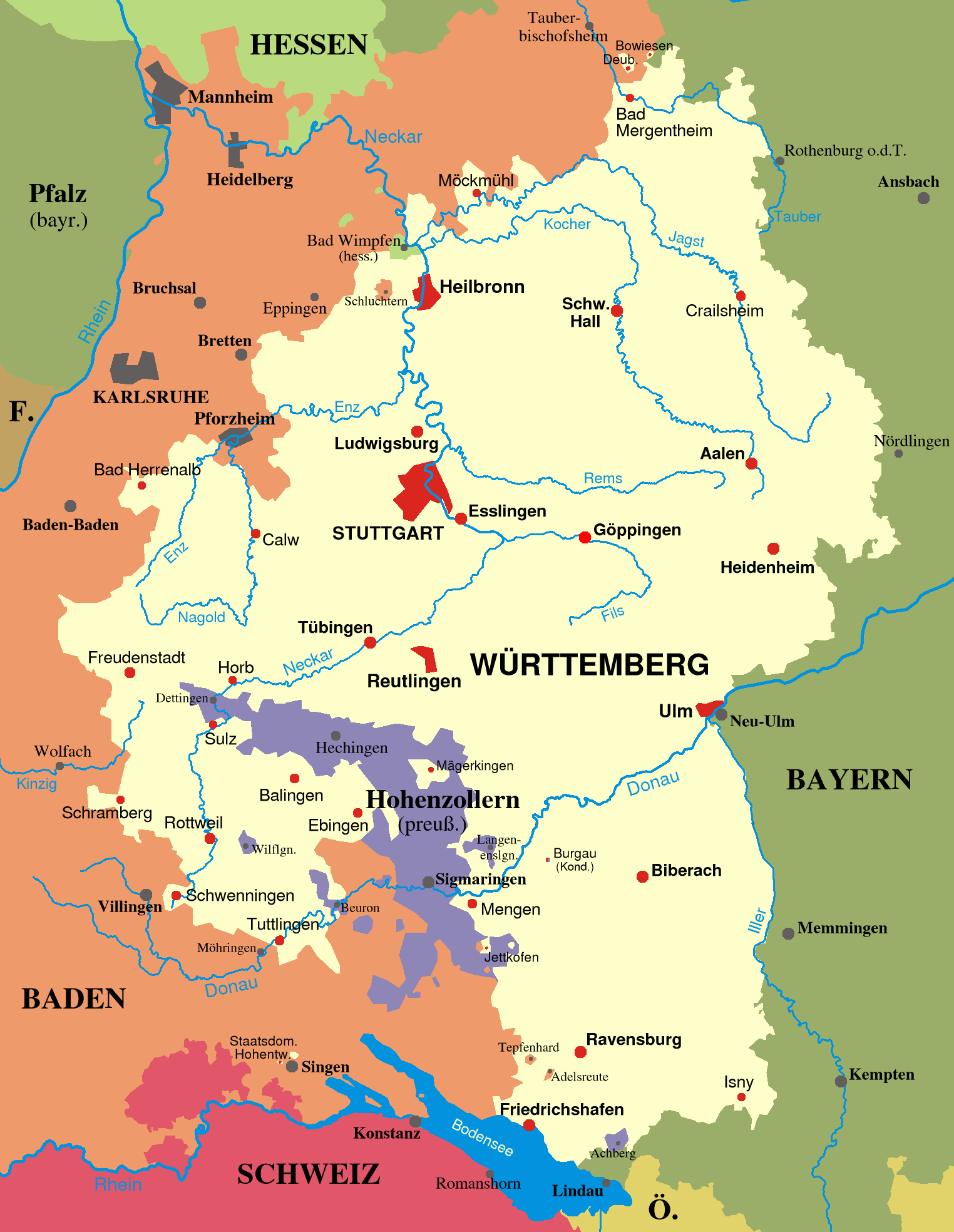
Reino de Württemberg 1810-1918

Württemberg (em português:  Vurtemberga) é um território histórico do sudeste da Alemanha. Estugarda (Stuttgart) foi sua capital por um longo período. Integra atualmente o estado federal de Baden-Württemberg. De 1806 a 1918 foi um reino, integrante do Império Alemão.

## História
Parte do antigo Ducado da Suábia, Vurttemberg passou a ser um estado autónomo no seio do Sacro Império Romano-Germânico, podendo a sua história ser assim resumida nos seguintes periodos:
- Condado de Vurtemberga (1083–1495)
- Ducado de Vurtemberga (1495–1803)
- Eleitorado de Vurtemberga (1803–1806)
- Reino de Vurtemberga (1806–1918)
- Estado Popular Livre de Vurtemberga (1918–1945)
- pós-Segunda Guerra Mundial (1945-1952) - Vurtemberga foi repartida entre dois estados: Vurtemberga-Bade e Vurtemberga-Hohenzollern.
- Bade-Vurtemberga (1952-...) - Estado Federal (Bundesland) da República Federal da Alemanha.

Estugarda (Stuttgart), a capital histórica de Vurtemberga, tornou-se, desde então, na capital deste novo Estado federado.